# Hermann Harrys
Georg Hippolyt Hermann Harrys (* 2. Dezember 1811 in Hannover; † 28. Februar 1891 ebenda) war ein deutscher Journalist und Schriftsteller.

## Leben
Hermann Harrys kam als Sohn des aus einer jüdischen Familie stammenden, dann jedoch konvertierten Georg Harrys und der Marie Caroline Wilhelmine Keßler zur Welt.
Nachdem er von seinem Vater zum Journalisten ausgebildet worden war, übernahm er ab 1838 die Redaktion der väterlichen Kunst- und Kulturzeitschrift Die Posaune, die ab 1845 und unter dem Cheflektorat von Karl Goedeke in Hannoversche Morgenzeitung umbenannt wurde.
Parallel zur Posaune war Harrys als Korrespondent für mehrere auswärtige Zeitungen tätig, etwa die Kölnische Zeitung, die Hamburger Nachrichten oder die Indépendence Belge. Von 1851 bis 1852 war er Redakteur der Hannoverschen Presse.
Darüber hinaus arbeitete Harrys als Übersetzer von Werken aus der italienischen und der englischen Sprache und gab verschiedene Anthologien heraus.
1842 wurde Harrys Mitglied des Hannoverschen Künstlervereins. Er führte ebenso wie sein Vater eine rege Korrespondenz.

## Schriften
- Lieder aus der Fremde, (Anthologie) (1861)[1]
- Volkssagen, Märchen und Legenden Niedersachsens, 1862;[1] daran arbeitete der Germanist und Pfarrer Georg Schulze mit.[5]

## Nachlass
Im Stadtarchiv Hannover findet sich durch den Schriftverkehr von Harrys eine umfangreiche Autographensammlung.